# Pokémon Trading Card Game
Pokémon Trading Card Game (ポケモンカードゲーム Pokemon Kādo Gēmu, "Pokémon Card Game"), viết tắt: PTCG hay Pokémon TCG, tạm dịch: Trò chơi thẻ bài Pokémon, là một loại thẻ bài giao đấu, dựa trên nhượng quyền thương mại Pokémon của Nintendo, xuất bản lần đầu vào tháng 10 năm 1996 bởi Media Factory tại Nhật Bản. Trò chơi này sau đó được phát hành tại Hoa Kỳ bởi Wizards of the Coast, công ty con của Hasbro, phát hành đến năm 2003. Sau đó The Pokémon Company tiếp tục phát hành. Năm 2016, Pokémon TCG là loại thẻ bài bán chạy nhất năm. Năm 2017, nó đã chiếm 82% thị phần trò chơi thẻ bài tại châu Âu. Tính đến tháng 9 năm 2019, trò chơi đã bán được hơn 28,8 tỷ thẻ trên toàn thế giới.
Tại Việt Nam, giống như các trò chơi điện tử, hiện tại không có nhà phân phối chính thức cho Pokémon TCG. Mặc dù vậy, một số cửa hàng đặc biệt nhập thẻ từ nước ngoài, thường là thẻ từ Hoa Kỳ.

## Cách chơi
Người chơi sẽ đóng vai một người huấn luyện Pokémon và sử dụng Pokémon của họ để chiến đấu với Pokémon của đối thủ. Người chơi đưa Pokémon ra sân và tấn công Pokémon của đối thủ. Pokémon chịu đủ sát thương sẽ bị loại và người chơi hạ gục nó sẽ rút ra một thẻ Giải thưởng. Thường có sáu thẻ Giải thưởng, và điều kiện thắng chính là rút tất cả chúng. Các cách khác để giành chiến thắng là hạ gục tất cả Pokémon đối phương có trên sân để đối phương không còn con nào, hoặc nếu ở đầu lượt của đối thủ không còn quân bài nào để rút.